# Gornja Obrijež
Gornja Obrijež is een plaats in de gemeente Pakrac in de Kroatische provincie Požega-Slavonië. De plaats telt 77 inwoners (2001).